# Сануки (княжество)
Княжество Сануки (яп. 佐貫藩 Сануки-хан) — феодальное княжество (хан) в Японии периода Эдо (1590—1871). Сануки-хан располагался в провинции Кадзуса (современная префектура Тиба) на острове Хонсю.

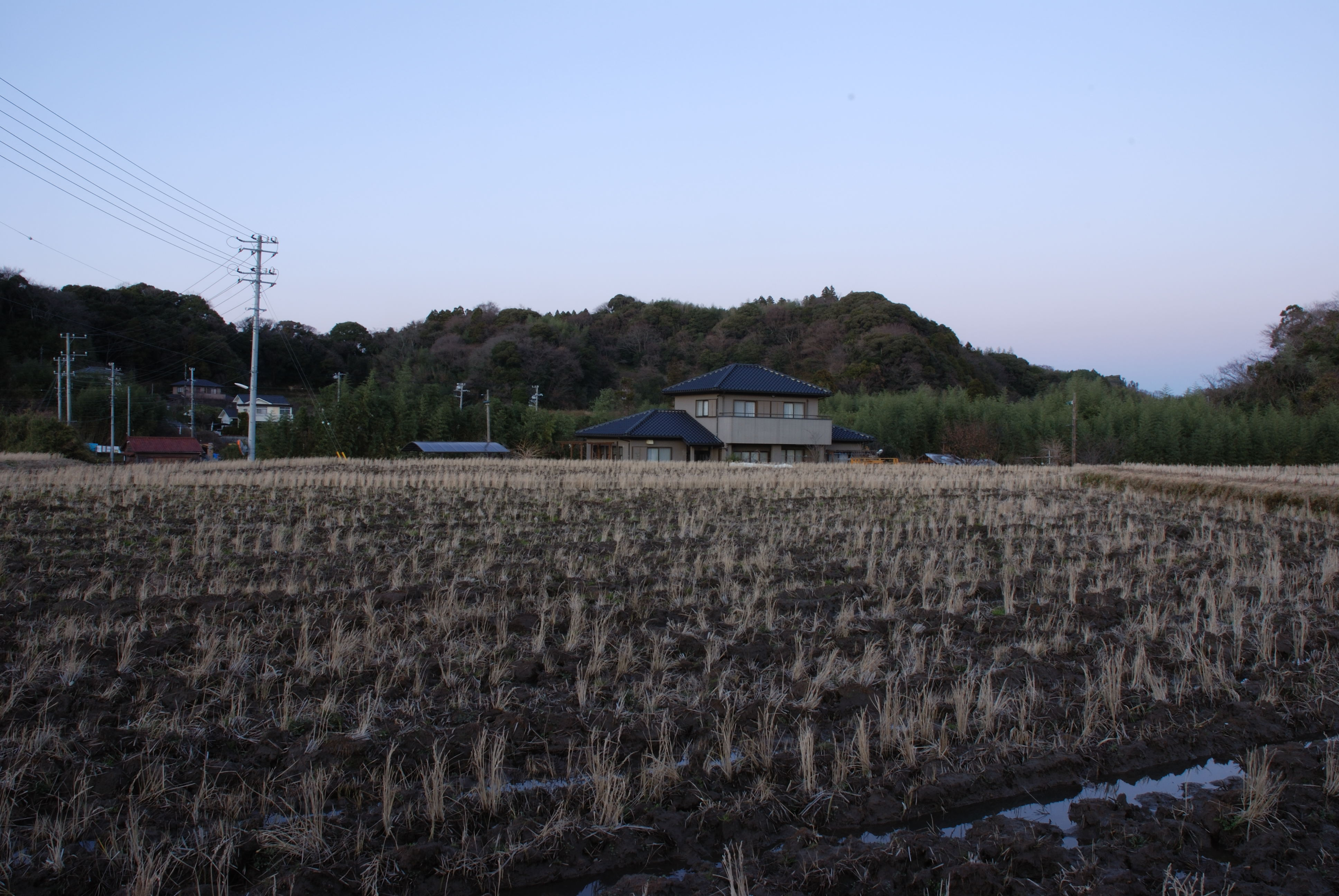
Местоположение замка Сануки, административного центра Сануки-хана

Административный центр хана: Замок Сануки в провинции Кадзуса (современный город Фуццу в префектуре Тиба).

## История

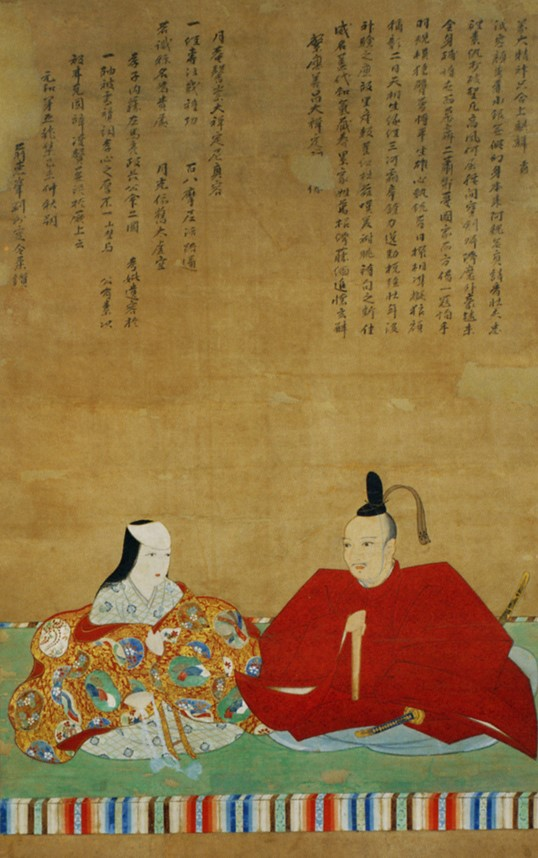
Найто Иэнага, 1-й даймё Сануки-хана (1590—1600)

Замок Сануки был построен родом Сатоми, которые владели большей частью полуострова Босо в течение периода Сэнгоку. После битвы при Одавара в 1590 году Тоётоми Хидэёси передал регион Канто во владение Токугава Иэясу. Род Сатоми, поддержавший Тоётоми Хидэёси в войне против рода Го-Ходзё, даймё Одавара, получил в удел домен в провинции Ава. Токугава Иэясу назначил правителем Сануки-хана (20 000 коку) Найто Иэнагу (1546—1600), одного из своих наследственных вассалов.
Во время осады замка Фусими в 1600 году (перед битвой перед Сэкигахарой) Найто Иэнага был одним из последних защитников замка, осажденного армией Исиды Мицунари. Его преемником стал его сын, Найто Масанага (1568—1634), который за своё участие в осаде Осаки получил от сёгуната дополнительно ещё 10 000 коку. Найто Масанага также получил 10 000 коку за подавление рода Сатоми в Татеяма-хане (провинция Ава) и 5 000 коку от сёгуна Токугава Хидэдаты за участие в большой соколиной охоте, в результате чего его общий доход составил 45 000 коку риса. В 1622 году Найто Масанага был переведен в Ивакитайра-хан в провинции Муцу.
В 1622 году новым правителем Сануки-хана был назначен Мацудайра Тадасигэ (1601—1639), бывший ранее хатамото (8 000 коку) в Фукуя-хане (провинция Мусаси), который был возведен в ранг даймё с доходом 7 000 коку. В 1633 году он был переведен в Танака-хан в провинции Суруга. В 1633—1638 годах княжество Сануки находилось под непосредственным управлением сёгуната Токугава.
В январе 1639 года новым даймё стал Мацудайра Кацутака (1589—1666), бывший дзися-бугё, который получил статус даймё с доходом 15000 коку. Ему наследовал его второй сын, Мацудайра Сигэхару (1642—1685), правивший в 1662—1684 годах. Он был лишен домена из-за своей бесхозяйственности. В 1684—1688 годах Сануки-хан вторично находился под управлением сёгуната Токугава.
В 1688—1694 годах княжеством управлял Янагисава Ёсиясу (1658—1714), фаворит пятого сёгуна Токугава Цунаёси. В 1694 году он был переведен из Сануки-хана в княжество Кавагоэ в провинции Мусаси (1694—1704). В 1694—1710 годах Сануки-хан в третий раз управлялся сёгунатом Токугава.
В мае 1710 года Сануки-хан был восстановлен для Абэ Масатанэ (1700—1751), ранее правившего в Кария-хане в провинции Микава (1709—1710). Его доход был оценен в 16 000 коку риса. Потомки Абэ Масатнэ управляли княжеством вплоть до Реставрации Мэйдзи. Абэ Масацунэ (1839—1899), последний даймё Сануки-хана (1854—1871), первоначально сражался на стороне сёгуната Токугава во время Войны Босин. После поражения сёгуна он отказался сдать боеприпасы императорскому правительству Мэйдзи. Впоследствии он был на некоторое время арестован и заключен в тюрьму, но затем помилован и назначен губернатором своего княжества. Позднее Абэ Масацунэ получил титул виконта (сисяку) в новой японской аристократической системе (кадзоку).
В июле 1871 года Сануки-хан был ликвидирован. На территории бывшего княжества была вначале создана префектура Сануки, которая в ноябре того же 1871 года была соединена с префектурой Кисарадзу, которая позднее стала частью современной префектуры Тиба.

## Список даймё
| #                                               | Имя и годы жизни                              | Годы правления | Титул                              | Ранг                        | Кокудара    |
| ----------------------------------------------- | --------------------------------------------- | -------------- | ---------------------------------- | --------------------------- | ----------- |
| Род Найто (фудай) 1590—1622                     |                                               |                |                                    |                             |             |
| 1                                               | Найто Иэнага (1546-1600) (яп. 内藤家長)       | 1590-1600      | нет                                | нет                         | 20,000 коку |
| 2                                               | Найто Масанага (1568-1634) (яп. 内藤政長)     | 1600-1622      | Сама-но-сукэ (左馬助)              | Четвертый нижний (従四位下) | 45,000 коку |
| Род Мацудайра (ветвь Сакураи) (фудай) 1622—1633 |                                               |                |                                    |                             |             |
| 1                                               | Мацудайра Тадасигэ (1601-1639) (яп. 松平忠重) | 1622-1633      | Дайдзэн-но-сукэ (大膳亮)           | Пятый нижний (従五位下)     | 15,000 коку |
|                                                 | Сёгунат Токугава                              | 1633-1638      |                                    |                             |             |
| Род Мацудайра (фудай) 1638—1684                 |                                               |                |                                    |                             |             |
| 1                                               | Мацудайра Кацутака (1589-1685) (яп. 松平勝隆) | 1638-1662      | Идзумо-но-ками (出雲守)            | Пятый нижний (従五位下)     | 15,000 коку |
| 2                                               | Мацудайра Сигэхару (1642-1666) (яп. 松平重治) | 1662-1684      | Ямасиро-но-ками (山城守)           | Пятый нижний (従五位下)     | 15,000 коку |
|                                                 | Сёгунат Токугава                              | 1684-1688      |                                    |                             |             |
| Род Янагисава (фудай) 1688—1694                 |                                               |                |                                    |                             |             |
| 1                                               | Янагисава Ёсиясу (1659-1714) (яп. 松平康長)   | 1688-1694      | Мино-но-ками (美濃守); Jijū (侍従) | Четвертый нижний (従四位下) | 12,000 коку |
|                                                 | Сёгунат Токугава                              | 1694-1710      |                                    |                             |             |
| Род Абэ (фудай) 1710—1871                       |                                               |                |                                    |                             |             |
| 1                                               | Абэ Масатанэ (1700-1751) (яп. 阿部正鎮)       | 1710-1751      | Инаба-но-ками (因幡守)             | Пятый нижний (従五位下)     | 16,000 коку |
| 2                                               | Абэ Масаоки (14733-1764) (яп. 阿部正興)       | 1751-1764      | Инаба-но-ками (因幡守)             | Пятый нижний (従五位下)     | 16,000 коку |
| 3                                               | Абэ Масаёси (1746-1780) (яп. 阿部正賀)        | 1764-1780      | Суруга-но-ками (駿河守)            | Пятый нижний (従五位下)     | 16,000 коку |
| 4                                               | Абэ Масадзанэ (1764-1832) (яп. 阿部正実)      | 1780-1792      | Hyōbū-Shoyū (兵部少輔)             | Пятый нижний (従五位下)     | 16,000 коку |
| 5                                               | Абэ Масахиро (1772-1825) (яп. 阿部正簡)       | 1792-1825      | Суруга-но-ками (駿河守)            | Пятый нижний (従五位下)     | 16,000 коку |
| 6                                               | Абэ Масатака (1806-1853) (яп. 阿部正暠)       | 1825-1836      | Ямасиро-но-ками (山城守)           | Пятый нижний (従五位下)     | 16,000 коку |
| 7                                               | Абэ Масами (1818-1868) (яп. 阿部正身)         | 1836-1854      | Суруга-но-ками (駿河守)            | Пятый нижний (従五位下)     | 16,000 коку |
| 8                                               | Абэ Масацунэ (1839-1899) (яп. 阿部正恒)       | 1854-1871      | Суруга-но-ками (駿河守)            | Пятый нижний (従五位下)     | 16,000 коку |